# Friendly Thug 52 Ngg
Friendly Thug 52 Ngg (рус. Фре́ндли Таг 52 Эн-Джи-Джи; настоящее имя — Алекса́ндр Дми́триевич Рома́нов; род. 28 мая 2000, Санкт-Петербург)  — российский рэпер, участник объединения «52».

## Биография
Родился 28 мая 2000 года в Санкт-Петербурге. Со слов рэпера, до творчества он занимался продажей наркотиков.
Первые треки стал записывать под псевдонимом Vernalcry в 2017 году.
Популярность начал набирать после выпуска альбома Cruiser Aurora в 2022 году.
В 2023 году выпустил альбом "Cristoforo Colombo", который стал одним из главных альбомов 2023 года по мнению журнала «Афиша» и занял 3-е место в топ-50 альбомов года по версии журнала The Flow.
В 2024 году был номинантом в рейтинге «30 до 30» в категории «Музыка» от журнала Forbes.
В 2025 году выпустил альбом Graf Monte-Cristo/Most Valuable Pirate.

## Конфликты
В 2024 году рэпер Андрей Замай выпустил микстейп Lost Tapes 3, где в одном из треков обвинял Friendly Thug 52 Ngg в гомосексуализме и наркозависимости.
Спустя пару дней Замай выпустил видеоролик, в котором утверждал, что Friendly Thug 52 Ngg ночью, в компании шести человек, пришёл на старую квартиру Андрея и искали его:
Некоторое время назад Friendly Thug и еще шесть человек приходили на старый адрес, где я когда‑то был прописан и очень давно не живу. Ломились в двери, стучали, звонили, напугали людей, там живущих.

## Стиль
В своих песнях рэпер рассказывает про свою жизнь и криминальное прошлое, используя аранжировки в духе старого джи-фанка и трэпа, которые сочетаются с монотонным и расслабленным речитативом.

## Награды и номинации
| Год  | Премия | Номинация  | Результат | Ист.  |
| ---- | ------ | ---------- | --------- | ----- |
| 2024 | Forbes | «30 до 30» | Номинация | [ 8 ] |

## Рейтинги
| Год  | Альбом             | Комментарий                                                                                   |
| ---- | ------------------ | --------------------------------------------------------------------------------------------- |
| 2023 | Cristoforo Colombo | Занял 3-е место в топ-50 альбомов года по версии журнала The Flow                             |
| 2023 | Cristoforo Colombo | Вошёл в список одного из тридцати трёх лучших альбомов за 2023 год по мнению журнала «Афиша». |

## Дискография
- Альбомы:
  - $aint $treet (2020)
  - JUNKIE KIS2 — Maxi Single (2021)
  - Cruiser Aurora (2022)
  - Cristoforo Colombo (2023)
  - Graf Monte-Cristo / Most Valuable Pirate (2025)

- Синглы:
  - «Улей» (2019)
  - «Слипщит» (2019)
  - «Раиса» (2019)
  - Mister Cherni FlaG (2020)
  - JUNKIE KIS2 2 (2021)
  - SHOOTER (2021)
  - Cherni FlaG 2 (2021)
  - Sladki Snov Rapper (2021)
  - bol'she ne oshibaus' (2021)
  - Died PC Demo Angel Wave 2020 (2021)
  - DreamKeeperc (2021)
  - Loyalty Above Money (2021)
  - Barankin Bud' Chelovekom (2022)
  - Pora Uezjat’ (2022)
  - Struggle (2022)
  - POV (2022)
  - Young Die (2022)
  - Miss You (2022)
  - «Белый как снег» (2022)
  - Vse eshe local (2022)
  - Poke (2022)
  - JUNKIE KIS2 (2022)
  - Stop Xan (2022)
  - You Only Live Once (2023)
  - BOY$ (2023)
  - «Багажник» (2023)
  - «Дом с привидениями» (2023)
  - Finesse and Ferb (2023)
  - «Газ в пол» (2023)
  - Legit Check (2023)
  - «Некогда мечтать» (2023)
  - «Устал, беги» (2023)
  - Arrividerci (2023)
  - Underground Star Boy (2023)
  - «Легендарити» (2023)
  - «До завтрака» (2024)
  - Thoughts (2024)
  - AMMO (2024)
  - «Спокойной ночи» (2024)
  - Cherni FlaG 3 (2024)
  - «Лагерная» (2024)
  - BOLSHIE KURTKI (2024)
  - SoundClout (2024)
  - «Колл-центр» (2024)
  - Happy New Year (2024)
  - Diamond Tears (2025)

- Клипы:
  - Calmer (2022)
  - Miss You (2022)
  - «Дом с привидениями» (2023)
  - Sladki Snov Rapper 2 (2023)
  - Lost Angeles (2023)
  - AMMO (2024)
  - AIST (2025)